# Účet Google
Účet Google je uživatelský účet společnosti Google určený na přístup k některým službám Google (jako je Gmail, Google Hangouts, Google Meet apod.), potažmo ke službám třetích stran. Správa účtu probíhá přes web a umožňuje například spravovat připojené aplikace nebo kontrolovat naposledy použitá zařízení nebo naposledy provedené aktivity.